# Рубаники (Минская область)
Рубаники (бел. Рубанікі) — деревня в Мядельском районе Минской области Белоруссии. Входит в состав Слободского сельсовета. 

## География
Через деревню проходит автомобильная дорога Н-9216.

## История
Основана в середине XIX века, однако точная дата основания неизвестна. Принадлежала фольварку Посопово имения Смыч Вилейского уезда Виленской губернии, владение графа Константина Тызенгауза, внучатого племянника Антония Тизенгауза.
В 1904 году — деревня Мядельской волости Вилейского уезда.
В 1921 году — в составе Мядельской гмины Дуниловичского (с 1925 г. Поставский) уезда Виленского воеводства.
С 12 октября 1940 года в Нагавском сельсовете Поставского района, с 25 ноября 1940 года — Мядельского района Вилейской области, с 20 сентября 1944 года — Молодечненской области, с 16 июля 1954 года в Дягильским сельсовете, с 20 января 1960 года Минской области.
Во время Великой Отечественной войны в октябре 1943 года гитлеровцы сожгли деревню, убили 2 жителей. После войны деревня была вновь отстроена.
В 1949 году в деревне организован колхоз имени Пушкина.
С 1961 года деревня в составе колхоза имени Суворова (центр д. Дягили), с 30.06.1992 года — в подсобном хозяйстве «Дягили» Минского моторного завода
Решением Минского областного Совета депутатов от 29.09.2006 № 246 деревня Рубаники передана из состава упразднённого Дягильского сельсовета в состав Слободского сельсовета.

## Население
- 1846 год — 5 дворов, 49 жителей
- 1904 год — 101 житель
- 1921 год — 15 дворов, 106 жителей
- 1931 год — 17 дворов, 119 жителей[4]
- 1940 год — 16 дворов, 64 жителя
- 1960 год — 88 жителей
- 1997 год — 12 дворов, 20 жителей